# Egorovca, Fălești
Egorovca este un sat din raionul Fălești, Republica Moldova.

## Istorie
Localitatea își are începutul în perioada 1918-1919, când Guvernul român a efectuat reforma agrară în Basarabia, prin care se limitau pământurile moșierești până la 100 ha pe gospodărie, reducând astfel și pământurile deținute de mănăstire. De acest lucru au beneficiat locuitorii satului Hrubna Nouă din raionul Fălești, precum și din satul Hrubna Veche ce făcea partea din județul Hotin, care au repopulat terenurile libere. Aceste lucruri se înfăptuiau în baza unei sume onorabile plătite către funcționarul prefecturii Fălești Egor Levițki, fapt care a și dat denumirea satului – Egorovca.
Pe parcursul anului 1919 aici se atestă deja construirea a 56 case, printre care și și cele ridicate de către Grigore Zagorodnev, Mimitry Bogdanov, Platon Șirocov, Gavril Popov. Către anul 1941 în sat erau atestate deja 200 case, cei ce se stabileau cu traiul aici primeau câte 6 ha de pământ - 5 ha de teren agricol și 1 ha de pășune. Casele se construiau din lut, acoperite cu paie, stuh, podele nu existau, iar ferestrele erau destul de mici. Și casele erau puțin încăpătoare. Într-un ungher de obicei se afla o masă, iar sus – o icoană. Din start printre țărani se face delimitarea în săraci, mijlocași și culaci. În satul Egorovca se stabilesc cu traiul oameni din Bălți, Cernăuți, astfel încât unii dintre categoriile celor bogați dispuneau de terenuri de până la 50 ha. La inițiativa unei elite religioase s-a început colectarea de mijloace pentru construirea, care a fost construită în anul 1921.
În anii 1941-1945 locuitorii satului au luptat în război, printre care și Ivan Corneev, decorat cu ordinul „Steaua Roșie”, care, în 1949, printre primii intră în colectiv cu un teren de 4,5 ha de pământ arabil, semințe, un cal, un plug, alt inventar. În urma colectivizării  colhozul „Kirov” număra 80 cai, 20 pluguri.
Primul președinte a fost Stepan M. Ovcinicov. O perioadă îndelungată de timp gospodăria agricolă întrunea localitățile Egorovca, Ilenuța, gara Catranâc, fiind condusă de către Nicolae Moldovan. Oamenii din partea locului sunt recunoscuți ca cei mai buni producători de produse legumicole. Privatizarea în agricultură, trecerea la noile realități, nu au adus bunăstarea acestor oameni.
În 1959 a fost construită școala. 
În prezent directorul școlii medii este Maria Procopovici.

## Demografie
Componența numerică a populației satului Egorovca, conform datelor recensământului este de 970 locuitori, dintre care 441 sunt bărbați, 529 – femei. Componența națională se exprimă astfel: 146 moldoveni, 101 – ucraineni, 715 – ruși.